# Skedbredd
Skedbredd är varpens exakta bredd i vävskeden. Skedbredden ska mätas upp så att mitten av varpen hamnar mitt i vävstolen, annars blir tyget snett vid nertagningen eftersom varpen sitter på mitten av varpbommen och genom framknytningen placeras mitt på tygbommen. 
Slagbommens anslag blir därmed helt vinkelrät mot inslaget också.